# Solenopotes natalensis
Solenopotes natalensis är en insektsart som beskrevs av Ledger 1970. Solenopotes natalensis ingår i släktet Solenopotes och familjen nötlöss. Inga underarter finns listade i Catalogue of Life.